# Naomi (wrestler)
Trinity McCray-Fatu (născută pe 30 noiembrie din 1987) este o wrestleră americană , care în prezent lucrează pentru WWE în brandul SmackDown Live sub numele de Naomi. Printre realizările sale se remarcă pentru a fi prima Campionă de Dive din FCW și fosta SmackDown Women's Championship.

## Viața personală
Trinity a fost o majoretă a Orlando Magic din NBA dansatoare a lui Flo Rida. În luna August a anului 2009 a fost angajată de WWE. Este nora fostului luptător Rikishi de când este căsătorită cu fiul acestuia, de asemenea luptător, Jimmy Uso, Trinity a mărturisit că urăște să interpreteze roluri heel din WWE, pentru că ea iubește să fie animată de către public, cu toate acestea a trebuit să se schimbe la rolul de heel pentru ca pushul ei să își facă efect în 2015. Prietena ei cea mai bună este Ariane Andrew, de asemenea, cunoscută în WWE sub numele de Cameron.